# Antonio José Jaramillo Tobón
Antonio José Jaramillo Tobón (Belmira, Antioquia, 10 de octubre de 1886-Medellín, Antioquia, 27 de abril de 1969) fue un obispo colombiano de la Iglesia católica.

## Biografía

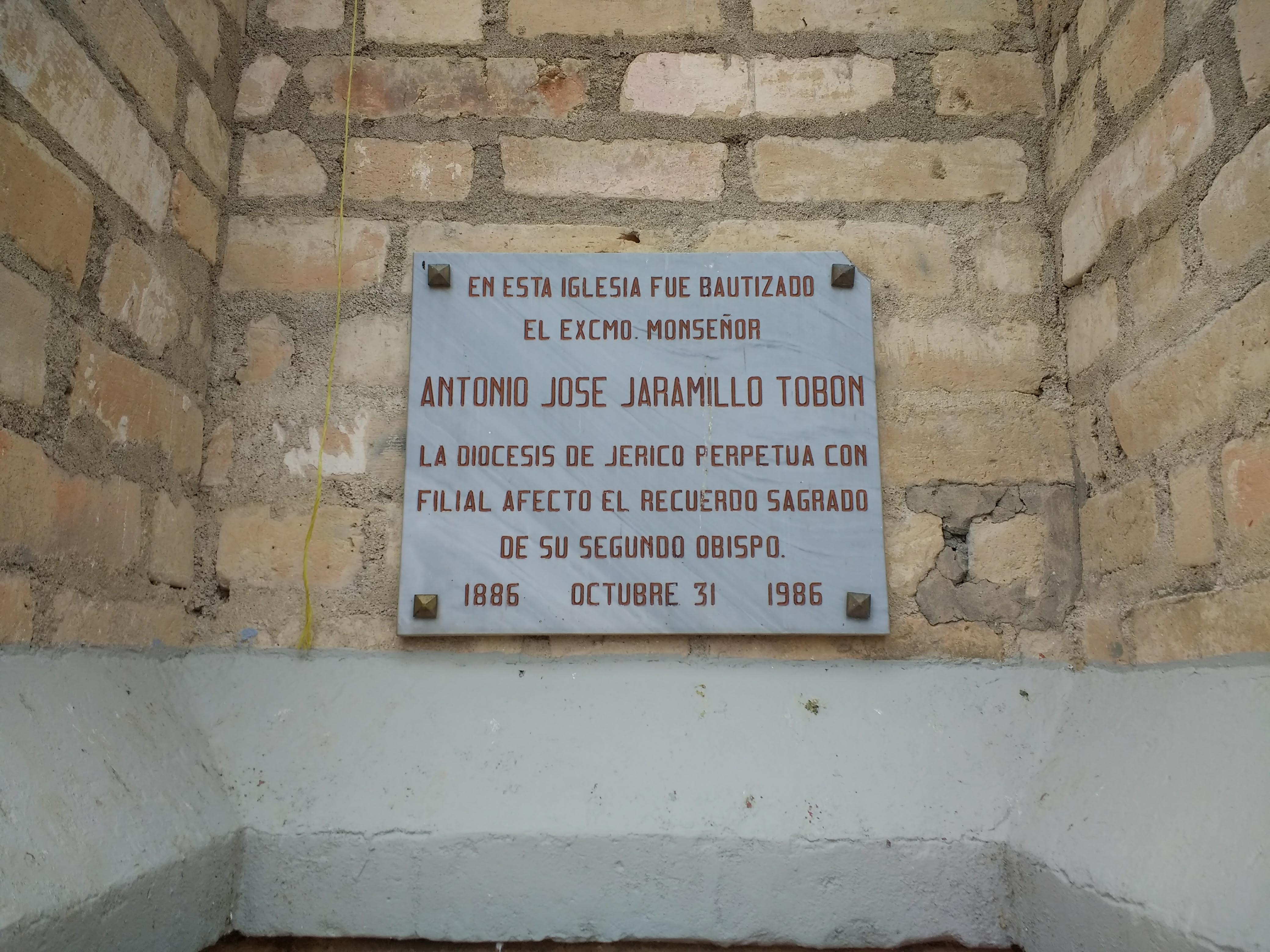
Placa en homenaje a Jaramillo ubicada en la Iglesia de Nuestra Señora del Rosario, Belmira, donde fue bautizado.

Nació el 10 de octubre de 1886 en Belmira, Antioquia. Hijo de  Juan  Nepomuceno Jaramillo Roldán y de Mariana Tobón Roldán. Estudió en el Seminario de Santa Fe de Antioquia, siendo ordenado sacerdote el 10 de noviembre de 1912. Fue párroco de Jericó, de Cañasgordas. Se desempeñó como secretario Episcopal del obispo de Antioquia-Jericó Francisco Cristóbal Toro. El 3 de julio de 1941 es erigida nuevamente la diócesis de Jericó y el 7 de febrero de 1942 es nombrado obispo de Jericó y el 12 abril del mismo año fue ordenado obispo de manos del arzobispo de Carlo Serena (nuncio apostólico) como consagrador principal y de los prelados Francisco Cristóbal Toro (obispo de Antioquia) y de Miguel Ángel Builes Gómez (obispo de Santa Rosa de Osos) como co-consagradores.
Durante su administración tuvo a bien la cuidadosa y vigilante administración de la curia episcopal y los archivos parroquiales, creó 7 vicarías parroquiales de las cuales tres, fueron elevadas a parroquias; realizó 95 visitas pastorales, estableció 22 casas de religiosas, expidió 491 decretos administrativos, ordenó a 45 sacerdotes para la diócesis; gestionó la construcción del nuevo seminario y del pre-seminario Juan XXIII. El 31 de marzo de 1960 renunció ante el papa Juan XXIII, y se retiró al ambiente doméstico, fue condecorado con el título de Arzobispo Titular de Cotrada.
Falleció en Medellín repentinamente después de haber celebrado la misa, el 27 de abril de 1969.